# Joel Kyhle
Joel Kyhle, född 15 juli 1988 i Säter, är en svensk operasångare.

## Roller i urval
- Colline  i La Boheme (Köpenhamns operafestival 2019, Dala-Floda operafestival 2021)
- Figaro/Kommandanten i Amadeus (Det Kongelige Teater i köpenhamn 2019)
- Happy i Fanciulla del West (Det Kongelige Teater i Köpenhamn 2017)
- Andra Präst Trollflöjten (Det Kongelige Teater i Köpenhamn 2017)
- Antonio  Figaros Bröllop (Det Kongelige Teater i Köpenhamn 2017)